# Унично
Унично (словен. Unično) — поселення в общині Храстник, Засавський регіон, Словенія. Висота над рівнем моря: 578,9 м.